# Louis Riedel (Mundartdichter)
Karl Louis Riedel (* 29. April 1847 in Gelenau; † 31. März 1919 in Plauen) war ein deutscher Mundartdichter. Er gilt als Begründer der vogtländischen Mundartdichtung.

## Leben

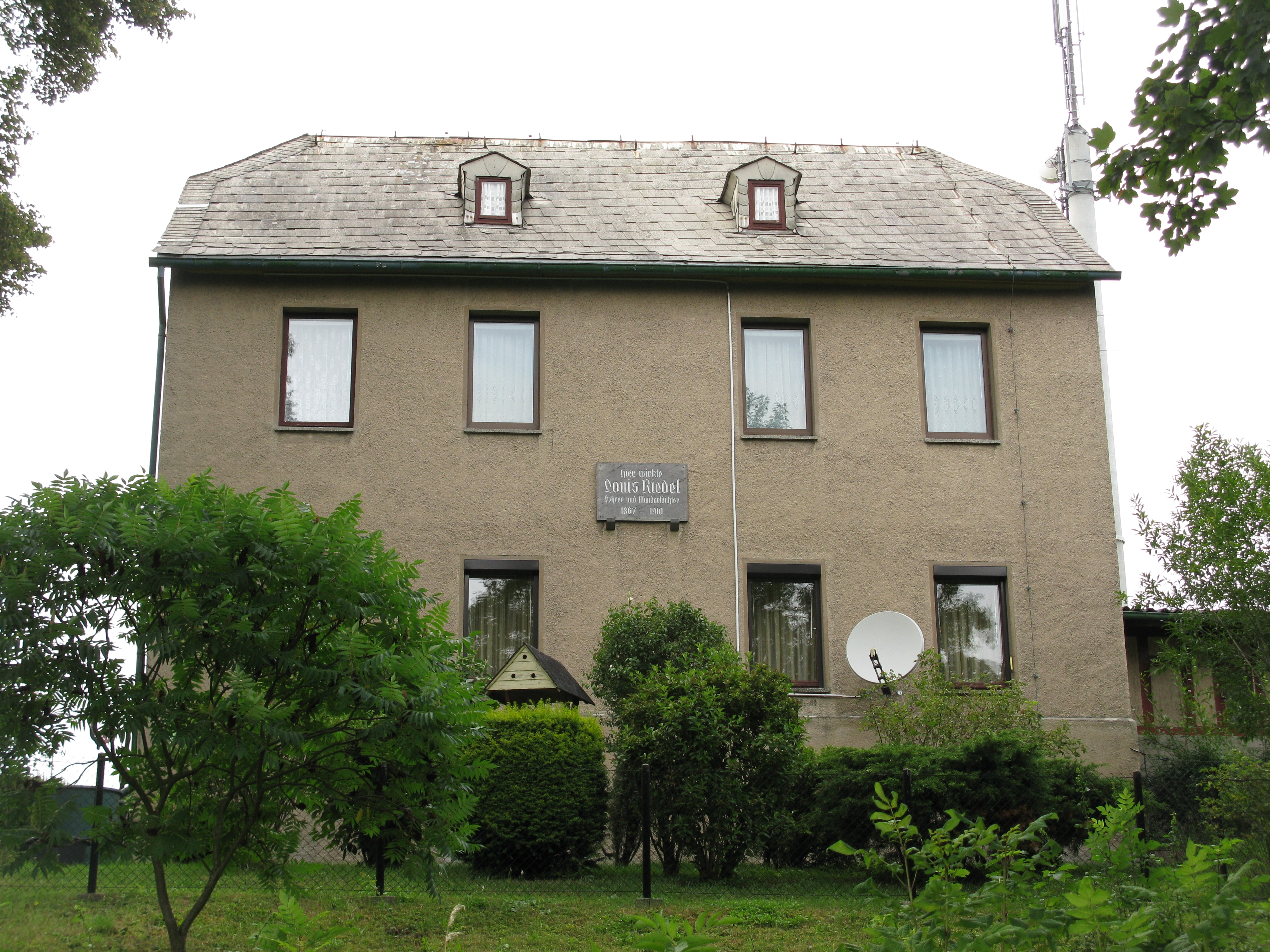
Wirkungsstätte von Karl Louis Riedel im Plauener Stadtteil Meßbach

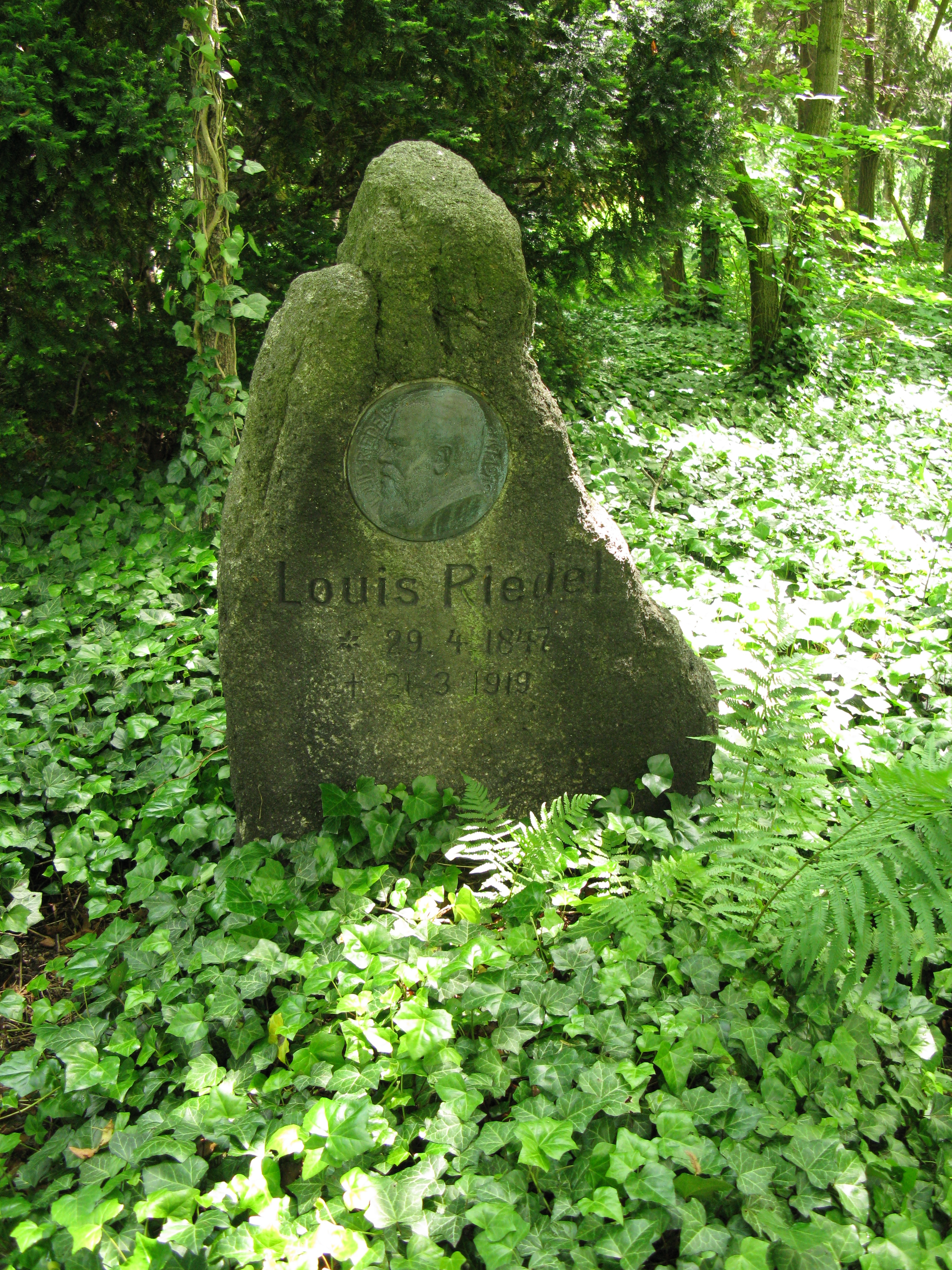
Das Grab Karl Louis Riedels auf dem Plauener Friedhof II

Der aus armen Verhältnissen stammende Riedel besuchte die Dorf- und die Fabrikschule in Gelenau. Bereits als Kind musste er in der Baumwollspinnerei arbeiten, wo er nach einem zwölfstündigen Arbeitstag zwei Stunden Unterricht erhielt. Der pädagogisch begabte Riedel wechselte später an das Lehrerseminar in Annaberg und erhielt seine erste Anstellung als Lehrer im vogtländischen Gottesberg. 1867 ging er an die Schule in Meßbach, wo er mehrere Jahrzehnte wirkte.

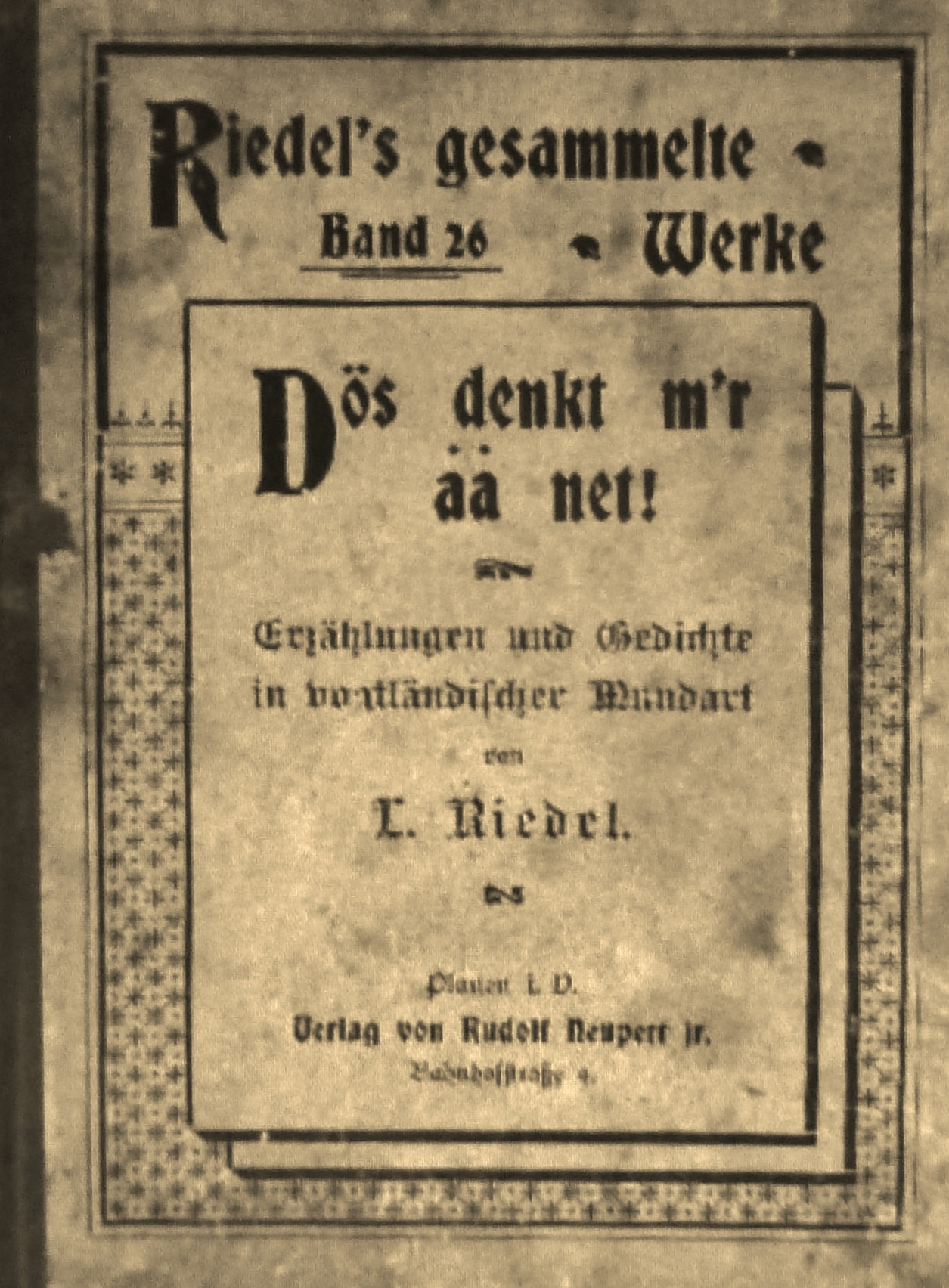
Band 26 von Riedels gesammelten Werken

Riedel verfasste mehr als 30 Bändchen mit mundartlichen Gedichten, Erzählungen und kleinen Theaterstücken. Er wirkte auch an den ersten Heften des von Woldemar Müller herausgegebenen Kalenders für das Erzgebirge und Vogtland mit.
Sein Sohn Max Riedel führte die Tradition des Vaters weiter und veröffentlichte ebenso Bändchen mit eigenen Erzählungen und Gedichten in vogtländischer Mundart.